# Clima del suroeste de Inglaterra

La región Met Office del suroeste de Inglaterra, mostrada dentro de Inglaterra.

El clima del suroeste de Inglaterra se clasifica como oceánico (Cfb) según la clasificación climática de Köppen. El clima oceánico se caracteriza por frecuentes cielos nublados, inviernos frescos con veranos frescos y precipitaciones durante todo el año, más intensas en invierno. Las precipitaciones anuales rondan los 1000 milímetros y alcanzan los 2000 milímetros en las zonas más altas. Las excepciones son las zonas al este de las tierras altas (por ejemplo, Exeter / partes de West Somerset que están sujetas a un efecto de sombra de lluvia y la precipitación anual es más cercana a 30 pulgadas).
Las medias de las máximas estivales oscilan entre los 18 °C (64 °F) en las Scillies y los 22 °C (72 °F) en el este-noreste de la región. Asimismo, las medias mínimas de invierno oscilan entre 1 °C (34 °F) en el noreste de la región y 5 °C (41 °F) en el extremo suroeste de Cornualles y las Scillies. Las olas de frío suelen ser menos intensas o prolongadas en el suroeste y rara vez la temperatura desciende por debajo de -15 °C (5 °F). Del mismo modo, el calor prolongado es bastante raro, sin embargo, en los últimos años ha habido más condiciones relacionadas con olas de calor, aunque periodos bastante cortos. No obstante, en julio de 2022, las temperaturas han alcanzado los 36 °C (97 °F) en Bude y en otras partes de la región, las temperaturas fueron de entre 33 y 35 °C (91 y 95 °F) ampliamente en lugares más al interior.
El suroeste es la segunda zona más ventosa del Reino Unido; la mayoría de los vientos proceden del suroeste y noroeste. Las organizaciones gubernamentales predicen que la zona experimentará un aumento de las temperaturas y se convertirá en la región más calurosa del Reino Unido.
Las zonas interiores de baja altitud son las que registran menos precipitaciones. Tienen las temperaturas máximas estivales más altas, pero las mínimas invernales son inferiores a las de la costa. Las nevadas son más frecuentes que en la costa, pero menos que en las zonas altas. Asimismo, estas experimentan las velocidades de viento más bajas y el total de horas de sol se sitúa entre las de la costa y los páramos. Este clima típico de las zonas del interior se hace más patente a medida que se avanza hacia el noreste de la región.
En comparación con las zonas del interior, la costa experimenta temperaturas mínimas elevadas, sobre todo en invierno, y máximas ligeramente inferiores durante el verano. En la costa llueve menos y nieva menos que en el resto de la región. Las zonas costeras son las más ventosas de la península y las que reciben más sol. El clima costero general se acentúa hacia el suroeste de la región.
El suroeste tiene zonas de páramos en el interior, como Bodmin Moor, Dartmoor y Exmoor. Debido a su elevada altitud, experimentan temperaturas más bajas y más precipitaciones que el resto del suroeste (aproximadamente el doble de precipitaciones que las zonas de tierras bajas). Ambos factores provocan también los niveles más altos de nevadas y los más bajos de insolación. Las zonas expuestas de los páramos son más ventosas que las tierras bajas y pueden ser casi tan ventosas como la costa.
La insolación es mayor en la costa, ya que las nubes convectivas tienden a formarse ligeramente hacia el interior a medida que el suelo se calienta más deprisa. Las cantidades anuales se sitúan en torno a las 17:00-18:00 horas en lugares como Torquay, Penzance, Newquay y Teignmouth, mientras que las zonas del interior, como Yeovil, Tiverton, Crediton y Exeter, son más nubosas y propensas a la niebla, por lo que las 14:50-16:00 horas son más típicas.

## Definición
La información de este artículo se refiere a la definición de suroeste de Inglaterra de la Met Office, que abarca Cornualles, Devon, Somerset, North Somerset, Bath y noreste de Somerset, South Gloucestershire, la ciudad de Bristol y las islas Sorlingas. Se trata de una zona más pequeña que la región suroeste de Inglaterra del Gobierno británico, que también abarca Gloucestershire, Wiltshire y Dorset. A veces, la región también se describe vagamente como West Country.

## Temperatura
El suroeste experimenta una variación estacional de la temperatura, aunque es menos extrema que en la mayor parte del Reino Unido. Esto se debe a que el mar está más cerca de las zonas interiores del suroeste que de las zonas interiores de la mayor parte del Reino Unido y el mar tiene una menor variación estacional de la temperatura. El mar es más frío entre febrero y marzo; por ello, Cornualles y Devon son más fríos en febrero, con mínimas diarias que oscilan entre 1,5 °C (34,7 °F) en el interior de Devon y 5 °C (41 °F) en las islas Sorlingas. El mar tiene menos influencia hacia el noreste de la región, lo que hace que enero sea el mes más frío, con temperaturas mínimas medias de 1 °C (34 °F) o 2 °C (36 °F). En los meses de julio y agosto (la parte más calurosa del año) las máximas diarias oscilan entre unos 19 °C (66 °F) en la costa de Cornualles y 22 °C (72 °F) en las zonas interiores del noreste (Somerset y North Somerset) y también en Exeter, debido a su situación en la parte oriental de Dartmoor.
El mar que rodea el suroeste de la península tiene la temperatura media anual más alta de todos los mares del Reino Unido, con una temperatura cercana a los 12-13 °C (54-55 °F). Las zonas costeras de Cornualles y las islas Sorlingas registran temperaturas medias anuales similares a las del mar, ya que el viento predominante procede del mar. Hacia el noreste de la región, la temperatura media anual disminuye y se aproxima a poco más de 10 °C (50 °F). La influencia del mar en la amplitud térmica anual es mayor en el oeste de Cornualles, donde la amplitud es de aproximadamente 9 °C (48 °F). En el noreste de la región, la oscilación es de aproximadamente 12 °C (54 °F). Las zonas del interior se ven afectadas por su altitud: la temperatura media disminuye a medida que aumenta la altitud. Princetown, en Dartmoor, con una altitud de 414 metros, tiene una temperatura media de 8 °C (46 °F).
La influencia del mar en el suroeste suele evitar las bajas temperaturas, pero éstas pueden caer en picado durante los periodos de corrientes de aire frío del este: todos ellos se han registrado en enero. En 1987, la temperatura mínima registrada en St Mawgan, Cornualles, fue de -9 °C (16 °F) y en las islas Sorlingas se registraron -7,2 °C (19,0 °F). Las zonas del interior han experimentado condiciones aún más frías, con -15 °C (5 °F) en el Aeropuerto Internacional de Exeter, Devon, en 1958 y en Bastreet, Cornualles, en 1979. Más al noreste de la región, las temperaturas alcanzaron los -16,1 °C (3,0 °F) en Yeovilton, Somerset, en 1982.
Las temperaturas extremadamente altas (olas de calor) son poco frecuentes en el suroeste. Su aparición se debe a un flujo de aire seco del sudeste de Europa continental o al efímero «penacho español» (que se produce cuando las bajas presiones situadas al suroeste del Reino Unido y las altas presiones sobre los países bajos y el sur del Mar del Norte crean un flujo de aire del sur que absorbe aire caliente procedente de Iberia y, al atravesar el Golfo de Vizcaya, recoge humedad y eleva los niveles de humedad hasta niveles incómodos).
Combinado con una fuerte insolación estival, la temperatura se dispara: La temperatura más alta registrada en el suroeste es de 36 °C (97 °F), el 17 de julio de 2022 en Bude Cornwall. Las mínimas nocturnas pueden ser incómodas, no bajando de los 19-20 °C (66-68 °F), clasificándose los 20 °C como «noche tropical».

## Sol

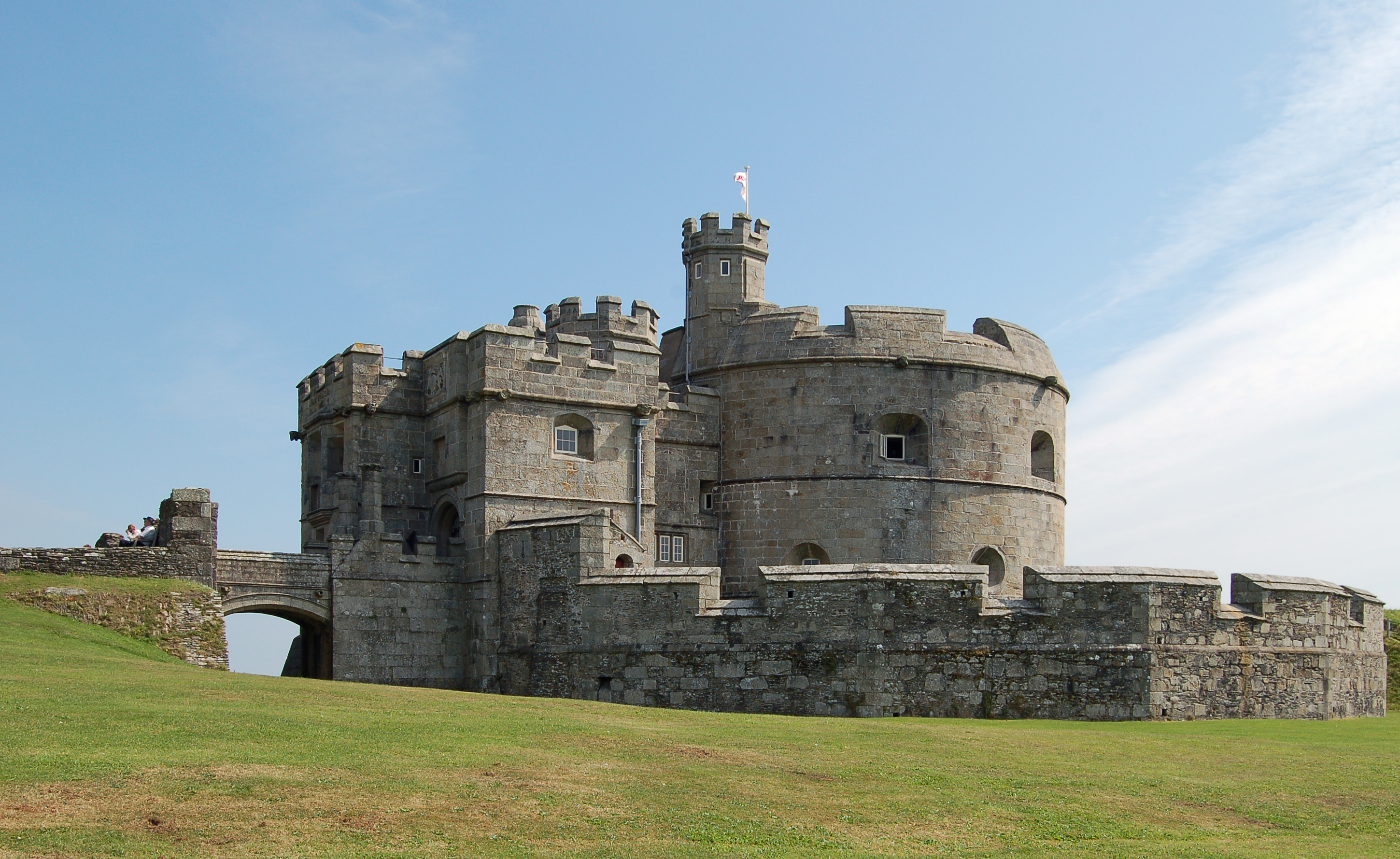
En junio de 1925, Pendennis Point registró la mayor insolación mensual del suroeste.

La media anual de horas de sol supera las 1600 horas a lo largo de la costa; en la costa sur de la región, junto al Canal de la Mancha, se registran totales más elevados que en la costa norte, a lo largo del Canal de Bristol. Entre 1400 y 1600 horas de sol anuales se esperan en las zonas del interior del suroeste. En junio de 1925 se registraron los mayores totales mensuales de insolación: 381,7 horas en Pendennis Point, Cornualles, y 334,8 horas en Long Ashton, Somerset. Durante los meses de invierno, que son los más apagados, se han registrado ocasionalmente menos de 20 horas de sol mensuales. En diciembre de 1998 se registraron 20 días sin sol en Yeovilton.
En general, junio es el mes más soleado, porque los días son más largos, y diciembre el más apagado. El anticiclón de las Azores afecta al suroeste de Inglaterra a medida que se extiende hacia el noreste, en dirección a las islas Británicas. La influencia de las Azores es mayor en verano. La alta presión reduce la nubosidad mediante el proceso de subsidencia. En primavera y verano, el mar está frío en comparación con la temperatura del aire, lo que provoca una menor nubosidad convectiva. La nubosidad convectiva se forma con más frecuencia tierra adentro, sobre todo en zonas altas como Dartmoor, Exmoor y Bodmin Moor, lo que reduce la insolación. Las zonas costeras del suroeste tienen más horas de sol.

## Precipitaciones
La mayor parte de las precipitaciones en el suroeste son causadas por depresiones atlánticas o por convección. La mayor parte de las precipitaciones en otoño e invierno se deben a las depresiones atlánticas, que es cuando están más activas. En verano, una gran parte de las precipitaciones se debe a que el sol calienta el suelo y provoca convección, chubascos y tormentas.

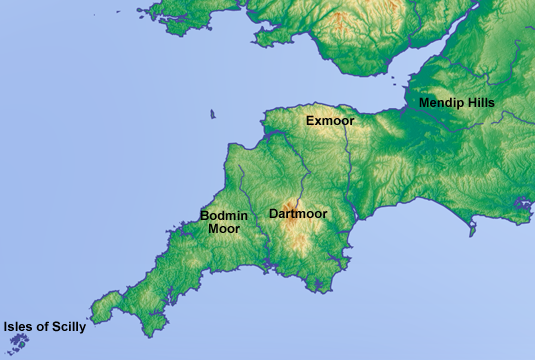
Un mapa topográfico se parece mucho a un mapa de precipitaciones, con más lluvia en las zonas altas y menos en la costa.

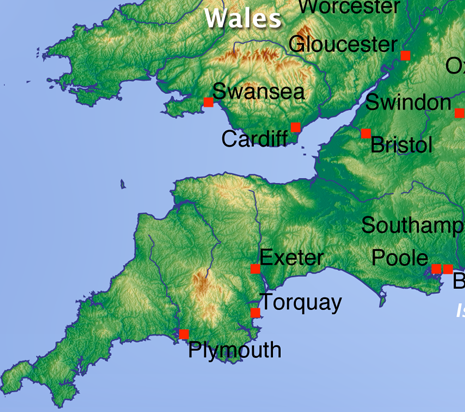
Suroeste de Gran Bretaña

Las precipitaciones anuales en las islas Sorlingas rondan los 850-900 mm. Las zonas costeras de Cornualles y Devon suelen recibir 900-1000 mm de precipitaciones anuales. La altitud aumenta la cantidad de precipitaciones. Las zonas montañosas son más frías, lo que hace que el aire húmedo se enfríe por debajo del punto de rocío al ascender sobre terrenos elevados formando nubes y luego lluvia. Princetown está a 23 kilómetros de Plymouth y a 403 metros de altitud, y tiene el doble de precipitaciones. Las zonas que caen en las sombras de lluvia (lías) de terrenos más altos tienen niveles de precipitaciones más bajos: 800 mm cerca de Exeter (al este de Dartmoor) y 700 mm en zonas del centro de Somerset (al este de Exmoor). Las colinas de Mendip, al noreste de la región, reciben más de 1100 mm al año y la zona de Bath-Bristol unos 800-900 mm (31-35 pulgadas).
El mar alcanza su temperatura más alta a finales de verano/otoño y la más baja a finales de invierno/primavera. En consecuencia, las mayores precipitaciones se registran en otoño y las menores en primavera. Los meses más lluviosos son otoño e invierno. Las precipitaciones mensuales pueden ser variables. En la costa, la mayoría de los meses han registrado menos de 20 milímetros (0,79 in) y, algunos meses, menos de 10 milímetros (0,39 in) en algún momento. La estación más lluviosa de la región, Princetown, ha registrado 7 milímetros (0,28 in) de lluvia durante el mes de mayo.
El número de días con al menos 1 milímetro (0,039 in) de precipitaciones se correlaciona con el patrón de cantidad de precipitaciones. A finales de primavera/verano, se registraron entre 9 y 10 días de lluvia al mes en las zonas costeras, entre 7 y 9 días en el noreste y entre 12 y 13 días en las zonas altas (Princetown). En invierno, estos valores aumentan a 15-16 en la costa, 12-13 en el noreste y más de 18 días en altitud.
Las precipitaciones muy intensas, de entre 5 y 15 horas de duración, son poco frecuentes en el suroeste. Algunos ejemplos son el desastre de Lynmouth del 15 de agosto de 1952, causado por 228 milímetros de lluvia caída localmente en Exmoor durante 12 horas. Asimismo, el 8 de junio de 1957 cayeron 203 milímetros en Camelford, Cornualles, y en junio de 1917 cayeron 243 milímetros en 13 horas en Bruton, Somerset. El pueblo de Boscastle, en el norte de Cornualles, se inundó el 16 de agosto de 2004; se registró una precipitación máxima de 80 milímetros por hora. Unas 100 personas tuvieron que ser rescatadas en helicóptero y 116 autos fueron arrastrados mar adentro.
A partir de diciembre de 2013, los Somerset Levels sufrieron graves inundaciones como parte de las tormentas de invierno más amplias de 2013-2014 en el Reino Unido. Los Levels son una zona baja situada entre 3 y 4 metros sobre el nivel medio del mar, propensa a inundaciones de agua dulce y ocasionalmente de agua salada. Durante cientos de años se ha intentado drenar la zona. Durante diciembre de 2013 y enero de 2014, las fuertes lluvias provocaron grandes inundaciones que afectaron a más de 600 casas y a 6.900 hectáreas de tierras agrícolas, entre ellas North Moor, Curry and Hay Moors y Greylake. El pueblo de Thorney fue abandonado y Muchelney quedó incomunicado.

## Nevadas

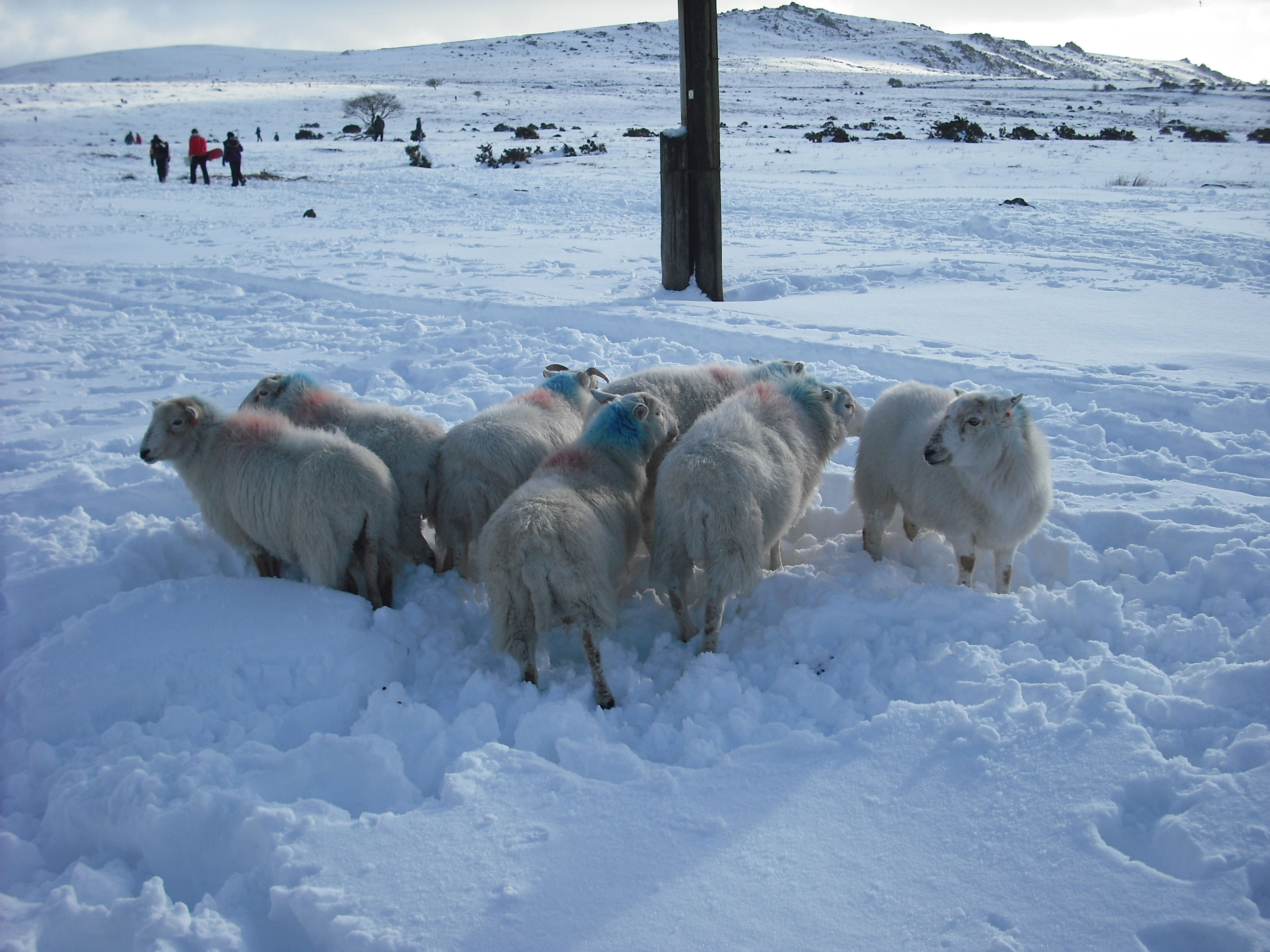
Durante febrero de 2009, la zona alrededor de Okehampton, Dartmoor, recibió 55 cm (22 in) de acumulación de nieve.

Las nevadas se producen normalmente entre noviembre y abril, y pueden producirse nevadas cortas entre octubre y mayo en las zonas más altas. La nieve solo suele asentarse entre los meses de diciembre y marzo. Rara vez cae nieve cuando las temperaturas son superiores a 4 °C y para que la nieve se asiente las temperaturas deben ser normalmente inferiores a 4 °C.
En el suroeste, el número de días de nevada aumenta con la altitud: aproximadamente por cada 100 m de aumento de altitud, el número de días de nevada aumenta en cinco días. De 1979 a 2000, por término medio cayeron menos de 10 días de nieve por invierno en las islas del suroeste y las zonas costeras de Devon y Cornualles, y algo más de 10 días de media cerca del estuario del Severn. Las zonas del interior recibieron entre 8 y 15 días de nevadas; se observaron más días de nevadas sobre todo hacia el noreste. Algunas zonas de montaña recibieron, por término medio, más de 25 días al año de nevadas.
De forma similar a la relación entre los días de nieve caída y la altitud, el número de días en los que la nieve se asienta en el suelo aumenta en cinco días por cada 100 m de aumento de altitud. En el suroeste, es raro que la nieve se asiente en el suelo. De 1979 a 2000, por término medio, las zonas bajas no registraron nieve tendida en uno de cada tres años. Durante este periodo, la nieve se asentó, de media, menos de tres días al año en las islas Sorlingas y en las costas de Devon y Cornualles. Las zonas del interior tuvieron una media de entre 5 y 10 días de nieve al año y, al igual que con los días de nieve caída, fue mayor hacia el noreste de la región. En las zonas altas de Dartmoor y Exmoor se pueden esperar más de 20 días de nieve.
El suroeste, pese a ser la región más templada de las Islas Británicas, se ha visto afectado por algunas de las ventiscas más severas. Las ventiscas son poco frecuentes en el Reino Unido, pero pueden producirse cuando los vientos especialmente fríos del este procedentes del continente se encuentran con una depresión atlántica, provocando una tormenta de nieve prolongada y fuertes vientos. Esto ocurrió en febrero de 1978, cuando se acumularon 50 cm de nieve en el interior de Devon y 90 cm en Dartmoor y Exmoor, provocados por vientos de -2 °C (28 °F) a 25 nudos (46 km/h; 29 mph). En enero de 1982, la nieve alcanzó 1 m de profundidad en la zona de Bristol. Los chubascos convectivos del 12 de enero de 1987 dejaron partes de Cornualles con nieve profunda: 35 cm en Falmouth, 39 cm en Penzance y 23 cm en las islas Sorlingas.

## Viento
El suroeste es la segunda zona más expuesta del Reino Unido; solo superada por el oeste de Escocia. Los fuertes vientos se deben a las profundas depresiones que atraviesan o se acercan a las Islas Británicas. Los vientos son más fuertes en invierno y verano, al aumentar la fuerza y frecuencia de las depresiones. Los vientos medios más suaves se dan en verano. La velocidad de las rachas máximas y la velocidad media del viento siguen un patrón similar a lo largo del año.
Las velocidades medias del viento son generalmente más bajas al noreste de la región y en las zonas del interior. Yeovilton, en las tierras bajas de Somerset, tiene una velocidad media del viento dos tercios superior a la de St. Mawgan, en la costa de Cornualles. Mawgan, en la costa de Cornualles. El aumento de la altitud en las zonas del interior suele incrementar la velocidad media del viento; en las zonas más altas de Exmoor y Dartmoor se registran velocidades del viento similares a las de la costa.

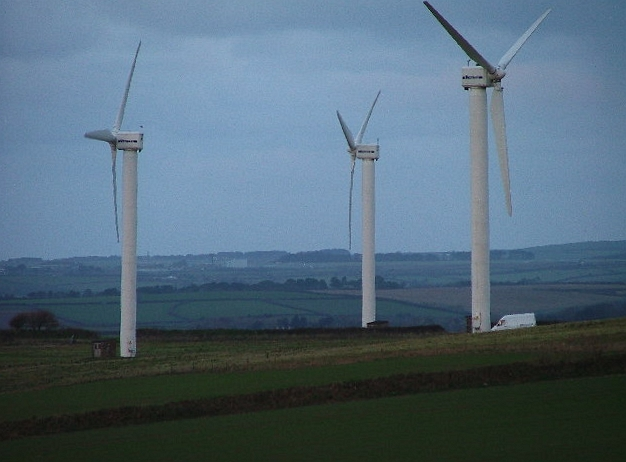
Parque eólico de Carland Cross, Cornualles

La mayoría de los vientos, y los más fuertes, soplan del suroeste y noreste cuando las depresiones atlánticas pasan de oeste a este sobre el Reino Unido. Cuando una depresión atlántica llega al Reino Unido, los vientos suelen soplar del sur o suroeste, y cambian a oeste o noroeste cuando la depresión se va. Si una depresión pasa a lo largo del Canal de la Mancha, pueden soplar fuertes vientos del este o del noreste. Debido a la anticiclogénesis sobre Escandinavia, la mayoría de los vientos en primavera son del noreste. Las zonas costeras del suroeste suelen experimentar vientos en calma o muy flojos que no tienen una dirección de viento clasificable menos del 6 % del tiempo; esta cifra es del 15 % en el noreste y las zonas del interior.
Las islas y los promontorios expuestos registran el mayor número de días al año de vientos de fuerza mayor (promediados en diez minutos consecutivos). Un viento con fuerza de temporal se define como un viento de al menos 34 nudos (63 km/h; 39 mph), lo que equivale a 8 en la moderna escala de Beaufort. Los vendavales se registran aproximadamente 24 días al año en las islas Sorlingas y la costa de Cornualles. Más al noreste y más al interior, el número de días disminuye. Plymouth, en la costa de Devon, recibe 16 días; Yeovilton, en Somerset, recibe siete; y Long Ashton, en el noroeste de Somerset, recibe cuatro. La velocidad del viento puede variar en función de la topografía local: las zonas boscosas o urbanas protegidas por colinas reciben menos días de vendavales y velocidades del viento más bajas.
El 15 de diciembre de 1979, se registraron rachas de 91 nudos (169 km/h; 105 mph) en Lizard Point, Cornualles; 99 nudos (183 km/h; 114 mph) en St Mary's, Islas de Sorlingas; y 103 nudos (191 km/h; 119 mph) en Gwennap Head, Cornualles. Los vientos generados de la tormenta del Día de Burns, el 25 de enero de 1990, volcaron autos y dañaron edificios. Asimismo, provocó que en dos estaciones se registrara la mayor velocidad del viento durante el periodo 1971-2001: 84 nudos (156 km/h; 97 mph) en Plymouth y 85 nudos (157 km/h; 98 mph) en St Mawgan. Se registraron 79 nudos (146 km/h; 91 mph) en lo alto de un edificio en Bristol, así como 74 nudos (137 km/h; 85 mph) en el aeropuerto internacional de Exeter y 68 nudos (126 km/h; 78 mph) en Yeovilton. En Plymouth, la velocidad media horaria máxima fue de 60 nudos (110 km/h; 69 mph) y en Yeovilton, de 45 nudos (83 km/h; 52 mph). Al parecer, las inundaciones del canal de Bristol del 30 de enero de 1607 causaron «muchos miles» de muertos y pueden haber destruido varios puertos pequeños. Se discute si la causa fue un vendaval europeo o un tsunami.

## Futuro

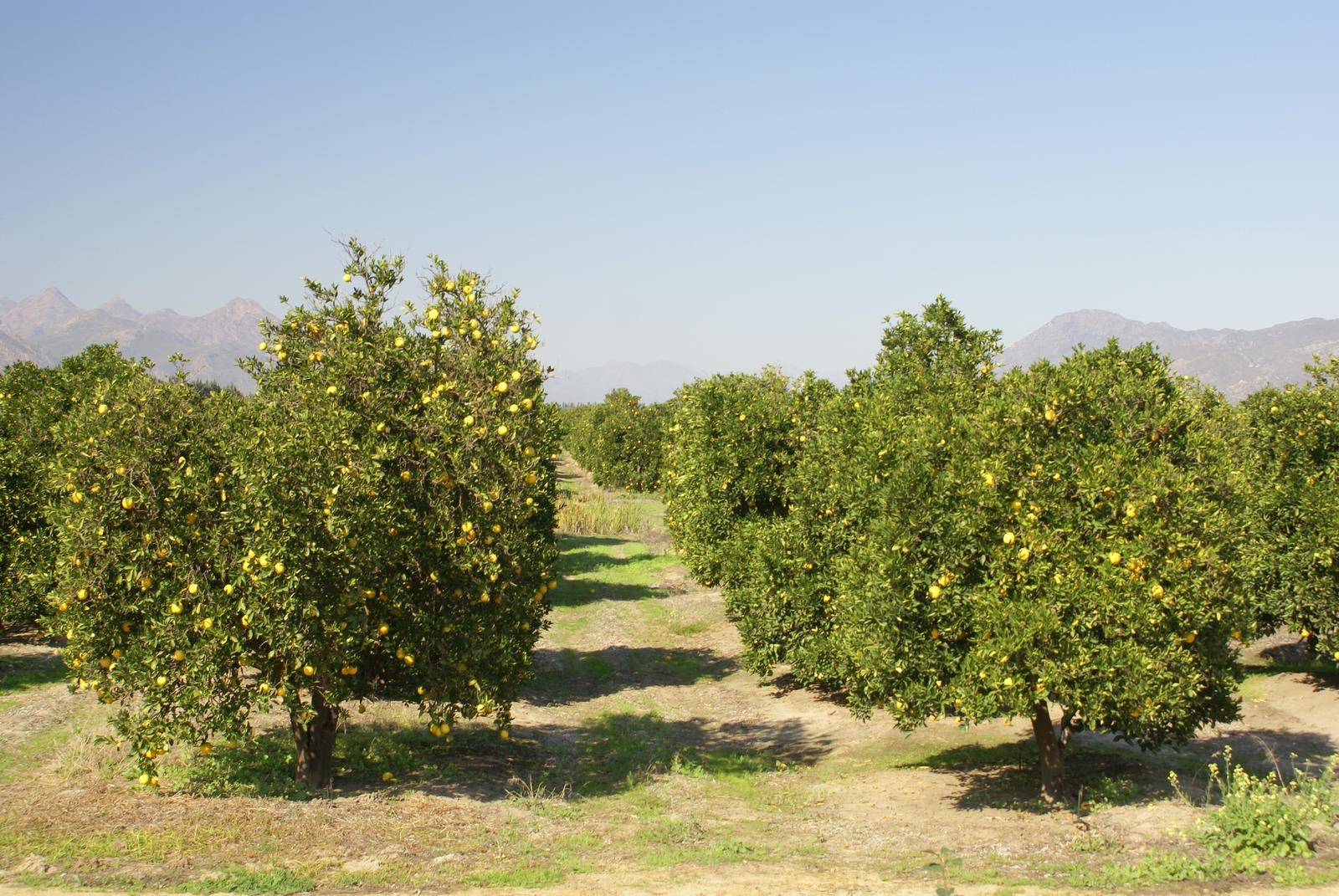
El aumento de las temperaturas podría provocar el cultivo de cítricos.

Según un estudio de la Met Office, es probable que dentro de 40 años la temperatura media aumente 2 °C (3,6 °F) en el suroeste y que el día de verano más caluroso aumente 3 °C (5,4 °F) hasta situarse en 31 °C (88 °F). Se prevé que la región tendrá una de las temperaturas anuales más altas del Reino Unido y se estima que habrá un aumento de 53 milímetros (2,1 in) en las precipitaciones invernales.
El aumento de la temperatura podría hacer posible el cultivo de cítricos al aire libre. El aumento del nivel del mar podría provocar la subida de las mareas de primavera por encima de muchos de los muros portuarios de la región y un aumento del nivel del mar de unos 40 centímetros (16 pulgadas) en Newlyn. Tras el anuncio, el gobierno del Reino Unido pidió a las autoridades locales y otras organizaciones que se prepararan para las consecuencias. Todas las grandes inversiones gubernamentales deberán tener en cuenta los riesgos derivados del futuro cambio climático.

Según un informe de la Agencia de Medio Ambiente, en los próximos 25 años habrá que duplicar la inversión en construcción y mantenimiento de defensas contra las inundaciones para mantener los niveles actuales de protección contra las inundaciones y contrarrestar los efectos del cambio climático. Las inundaciones fluviales y marítimas ponen actualmente en peligro 65 369 propiedades en Devon y Cornualles, 29 577 de las cuales corren un «riesgo significativo». Los actuales sistemas de defensa contra las inundaciones protegen algunas de estas propiedades. Richard Cresswell, director regional de la Agencia de Medio Ambiente en el suroeste del país, ha declarado lo siguiente:
«Los últimos datos sobre el cambio climático en el Reino Unido muestran que el riesgo de inundaciones y erosión costera seguirá aumentando en el futuro debido a la subida del nivel del mar y a tormentas más frecuentes y fuertes».
Desde 2002 se han gastado 357 millones de libras en la gestión del riesgo de inundaciones en Cornualles, Devon, Dorset, Somerset, South Gloucestershire y Wiltshire, lo que incluye la continuación del gasto en 2009/2010.
Es probable que la subida del nivel del mar provoque más inundaciones en Somerset Levels. Desde 1990, el consejo de drenaje se encarga de examinar los rynes, limpiarlos y mantenerlos despejados, y la Agencia de Medio Ambiente supervisa los trabajos. Con la subida del nivel del mar, es probable que las obras necesarias para mantener las actuales defensas contra el mar resulten más caras, por lo que Ian Liddell-Grainger (antiguo diputado por Bridgwater) ha propuesto la creación de dos mares interiores.